# Roc de Forellac
El Roc de Forellac és una muntanya de 628 metres que es troba entre els municipis de Gelida, a la comarca de l'Alt Penedès i de Corbera de Llobregat, a la comarca del Baix Llobregat.